# Trispinaria betremi
Trispinaria betremi är en stekelart som beskrevs av Van Achterberg 1991. Trispinaria betremi ingår i släktet Trispinaria och familjen bracksteklar. Inga underarter finns listade i Catalogue of Life.